# Eliza Hendricks
Eliza C. Morgan Hendricks, née le 23 novembre 1823 et morte le 3 novembre 1903, était l'épouse du vice-président des États-Unis Thomas A. Hendricks qui tint ce poste durant les huit premiers mois de l’administration Grover Cleveland jusqu’à sa mort le 25 novembre 1885. Ils s’étaient mariés le 26 septembre 1845 et eurent un fils qui mourut à l’âge de trois ans.
On la disait « généreuse, sage et discrète ».